# Tisamenus ranarius
Tisamenus ranarius (Syn. Acanthoderus ranarius, Heterocopus ranarius, Ilocano ranarius) ist eine auf der philippinischen Insel Luzon heimische Gespenstschrecken-Art aus der Familie der Heteropterygidae.

## Merkmale
Von der Art sind bisher nur Weibchen bekannt. Diese erreichen eine Länge von 42 bis 44 mm und sind für eine Tisamenus-Art auffallend wenig bedornt. Das gattungstypische Dreieck auf dem Mesonotum ist lediglich angedeutet und kaum erkennbar. Es besteht eher aus leicht bogenförmigen Kämmen auf dem Mesonotum. Die Fühler sind sehr kurz und bestehen aus 16 bis 17 Segmenten. Tuberkelförmige Stacheln befinden sich nur auf dem Pronotum und dem Kopf, wo sie als Subraorbitalen ausgebildet sind. Die vorderen Winkel des Pronotums sind spitz ausgezogen. Meso- und Metathorax bilden ein sich nach hinten erweiterndes Trapez an welchem das Abdomens ungefähr in der Breite des Mesonotumvorderrandes ansetzt. Vom Vorderrand des Mesonotums über das Metanotum bis zum Ende des Abdomens zieht sich ein deutlicher Längskamm. Auf den hinteren Abdominalsegmenten sind seine Anteile nach hinten deutlich zahnartig ausgezogen. Der Ovipositor ist kurz und schnabelförmig.

## Systematik
John Obadiah Westwood beschrieb die Art 1859 unter dem Basionym Acanthoderus ranarius anhand eines Weibchens, welches er auch abbildet. William Forsell Kirby überstellte die Art 1904 in die 1875 aufgestellte Gattung Tisamenus. Joseph Redtenbacher zählt die Art 1906 neben der von ihm beschrieben Heterocopus leprosus zur ebenfalls hier von ihm aufgestellten Gattung Heterocopus. Er unterscheidet sie von Tisamenus durch den stumpf gekielten, viel weniger bedornten Körper. Auch Lawrence Bruner belässt es 1915 bei dieser Zuordnung. James Abram Garfield Rehn und sein Sohn John William Holman Rehn überführen die Art 1939 nicht wie alle heutigen Tisamenus Arten in die Gattung Hoploclonia, sondern in die für Ilocano hebardi (heute Tisamenus hebardi) aufgestellte Gattung Ilocano, welche seit 2021 mit Tisamenus synonymisiert ist. Die Zuordnung zu Ilocano blieb bis 2004 bestehen. Erst Oliver Zompro überstellte die Art gemeinsam mit allen anderen philippinischen Vertretern außer Ilocano hebardi wieder in Tisamenus.
Das von Westwood für die Beschreibung verwendete Weibchen ist als Holotypus im Natural History Museum in London hinterlegt. Ein weiteres Weibchen mit der Beschriftung Typus befindet sich im Oxford University Museum of Natural History, obwohl Westwood sich bei seiner Beschreibung nur auf Material aus dem Natural History Museum in London bezog. Während beim Holotypus weder der genaue Fundort noch andere Angaben hinterlegt sind, wird der Fundort des Tieres aus Oxford mit „Manilla“ angegeben, einer alten Schreibweise von Manila.
Neben den beiden Tieren aus London und Oxford befindet sich ein weiteres Weibchen in der Sammlung des Museo Nacional de Ciencias Naturales in Madrid mit der Aufschrift „Filipinas, Mazarredo“. Dieses wurde vermutlich zwischen 1882 und 1885 von Carlos Mazarredo auf den Philippinen gesammelt. Ein viertes, im Juli 2004 in der Provinz Laguna gesammeltes Weibchen befindet sich in der Sammlung von Frank H. Hennemann.

## Bilder

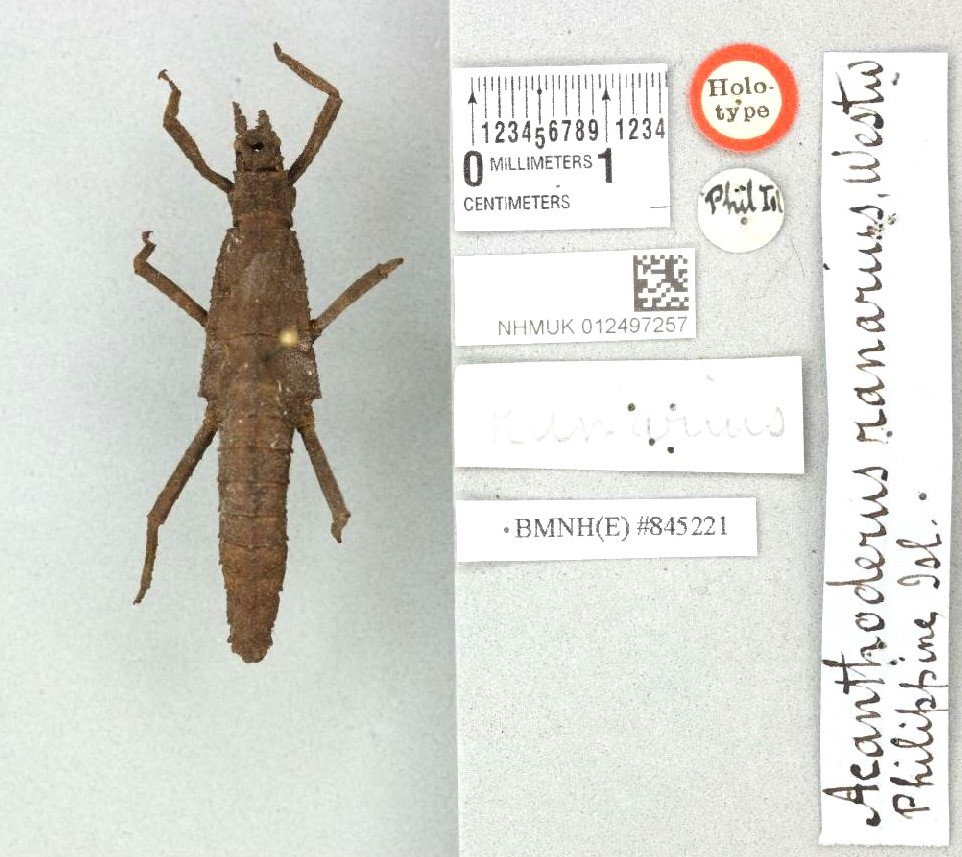
Weiblicher Holotypus von Tisamenus ranarius aus dem Natural History Museum
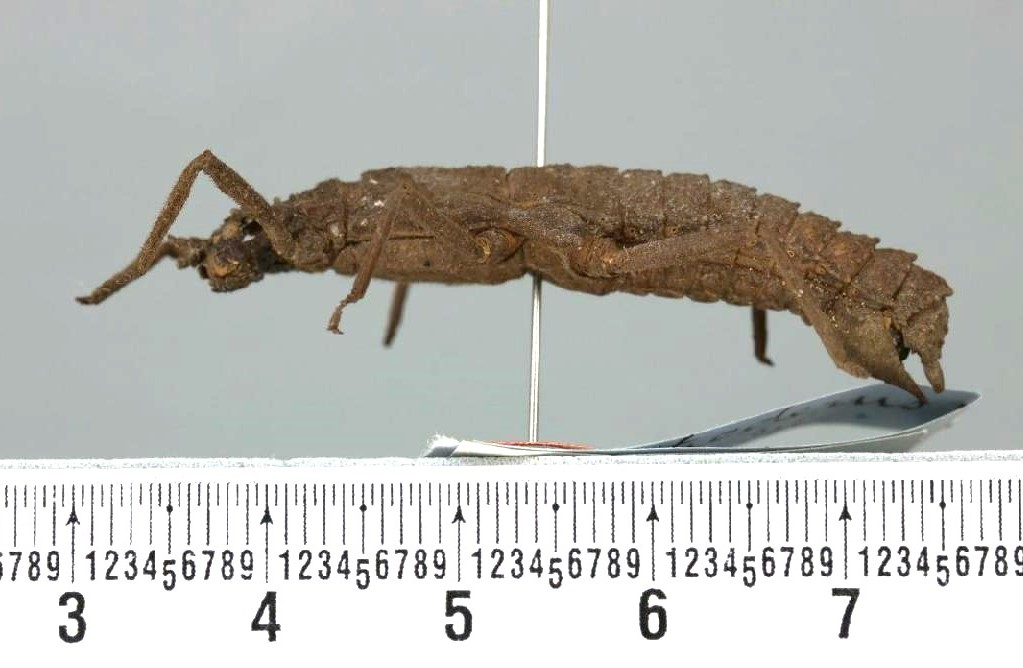
Ansicht des Holotypus von der Seite
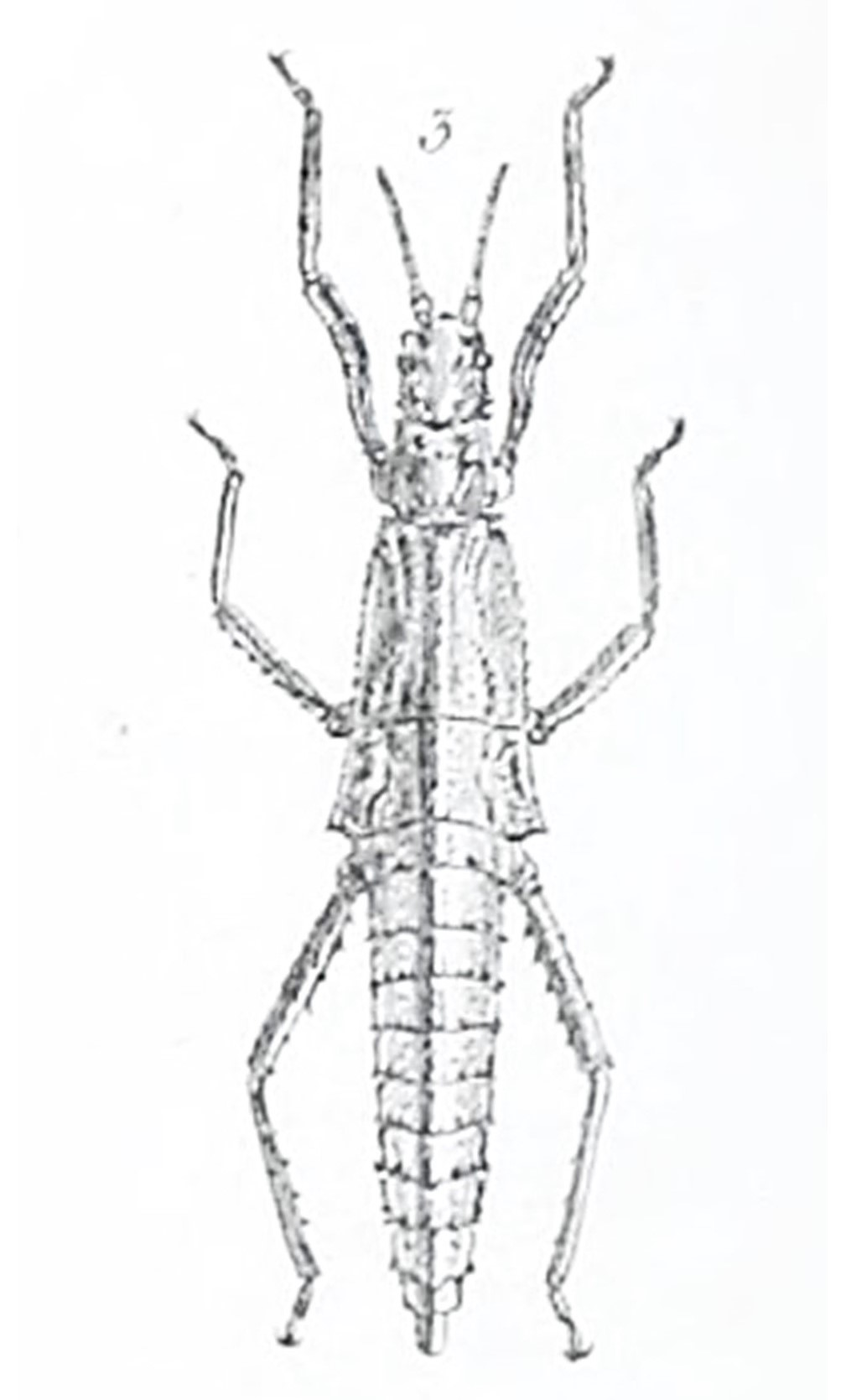
Zeichnung aus Westwoods Erstbeschreibung von 1859